# På andra sidan bron
På andra sidan bron (engelska: The Cassandra Crossing) är en brittisk-italiensk-tysk katastroffilm från 1976 i regi av George P. Cosmatos.

## Handling
Ombord på tåget mellan Genève och Stockholm finns en terrorist som efter en misslyckad kupp mot WHO drabbats av lungpest och riskerar att smitta ner alla passagerare. Tåget dirigeras om mot Polen till ett karantänläger på andra sidan Cassandrabron men bron är i så dåligt skick att den kanske inte håller.

## Rollista i urval
- Sophia Loren - Jennifer Rispoli Chamberlain
- Richard Harris - dr Jonathan Chamberlain
- Burt Lancaster - överste Stephen Mackenzie
- Ava Gardner - Nicole Dressler
- Martin Sheen - Robby Navarro
- Ingrid Thulin - Elena Stradner
- Lee Strasberg - Herman Kaplan
- O.J. Simpson - fader Haley
- Lionel Stander - konduktören
- Alida Valli - mrs Chadwick
- John Phillip Law - major Stark
- Ann Turkel - Susan
- Ray Lovelock - Tom
- Lou Castel - den svenske terroristen
- Stefano Patrizi - medhjälparen